# Nessim Sibony
Nessim Sibony   (Marràqueix, 20 d'octubre de 1947 - Brussel·les, 30 d'octubre de 2021) va ser un matemàtic francès. La seva recerca es va centrar en l'anàlisi complexa. Va ser professor al departament de matemàtiques de la Universitat de París-Sud a Orsay. El 2017 va ser guardonat amb el Premi Stefan Bergman.

## Biografia
Nessim Sibony va deixar la Universitat de París Sud el 1974 amb la seva investigació sobre problemes d'extensió analítica i aproximació polinomial ponderada. Va continuar en dinàmica multivariant, on va treballar amb John Erik Fornæss en la teoria de Fatou-Julia de dues variables complexes.
Independentment d'Adrien Douady i John H. Hubbard, va demostrar a la dècada de 1980 que el conjunt de Mandelbrot és coherent.
El 2009 va rebre el Premi Sophie-Germain. El 1990 va ser un ponent convidat al Congrés Internacional de Matemàtics de Kyoto, amb una presentació titulada Alguns resultats recents sobre dominis pseudoconvexos febles.

## Publicacions
- amb Dierk Schleicher, Eric Bedford, Tien-Cuong Dinh, Marco Brunella, Marco Abate Holomorphic dynamical systems, Conferències al CIME (Cetraro 2008, darin Sibony, Dinh Dynamics in several complex variables: Endomorphisms of projective spaces and polynomial like mappings), Springer Verlag, Lecturenotes in Mathematics, Band 1998, 2010
- amb Dominique Cerveau, Étienne Ghys, Jean-Christophe Yoccoz Complex Dynamics and Geometry, SMF / AMS Texts and Monographs Band 10, 2003 (darin von Sibony: Dynamics of rational maps on {\displaystyle P^{k}}), französische Ausgabe SMF 1999 (Panorames i síntesis, banda 8)
- Alguns problemes d'extensió de corrents en anàlisi complexa, Duke Mathematical Journal, Band 52, 1985, S. 157-197

## Premis i guardons
- 1988: Premi Vaillant
- 2009: Premi Sophie-Germain
- 2017: Premi Stefan Bergman